# Pteris subternata
Pteris subternata là một loài dương xỉ trong họ Pteridaceae. Loài này được Larra mô tả khoa học đầu tiên năm 1922.
Danh pháp khoa học của loài này chưa được làm sáng tỏ. 